# Neritina natalensis
Neritina natalensis ist eine im Süß- und Brackwasser lebende Schnecke aus der Familie der Kahnschnecken (Neritidae), die zur Ordnung der Neritomorpha zählt. Sie ist in Ostafrika verbreitet. Unter dem Namen Zebrarennschnecke ist sie bei Aquarianern beliebt.

## Merkmale
Das ziemlich kugelige Gehäuse von Neritina natalensis, das bei ausgewachsenen Schnecken 20 bis 23 mm hoch wird und einen Durchmesser von 19 bis 23 mm erreicht, hat massige Anwachsstreifen. Das Gewinde ragt hervor, ist gewölbt und seine Spitze meist ausgefressen. Die Naht ist etwas angedrückt und steigt schief herab. Die Gehäusemündung ist wenig schief und nimmt zwei Drittel bis Dreiviertel der Gesamtlänge ein. Die untere Muskelleiste ist gut ausgeprägt und in der Frontansicht halb verdeckt. Der Außenrand ist oben leicht S-förmig gekrümmt und unten bogenförmig vorgezogen. Die Columellarfläche ist etwas gewölbt, milchweiß, mäßig breit und ziemlich scharf umgrenzt. Der Columellarrand hat in der Mitte eine leichte Einbuchtung, die oben und unten durch ein recht scharfes Zähnchen begrenzt ist. Dazwischen gibt es keine oder nur sehr schwache Dentikel.
Die Oberfläche des Gehäuses hat eine grünlich gelbe bis gelbbraune Schalenhaut. Sie ist im Wesentlichen mit schiefen, ziemlich breiten schwarzen Striemen gezeichnet, die schief nach unten und vorn, bisweilen auch im Zickzack verlaufen und auf einem mehr oder weniger großen Teil der Oberfläche ein Netzwerk aus recht großen runden Maschen bilden. In der obern Hälfte des Körperumganges sind die Striemen vorwiegend voneinander getrennt, während es im unteren Teil vor allem ein Netzwerk gibt, doch kann dieses auch nahezu die ganze Oberfläche einnehmen. Nach vorn zur Gehäusemündung hin werden die Striemen oft spärlicher, so dass größere Bereiche und Strecken einfarbig gelb bleiben. An der Naht gibt es keine schwarze Binde.
Das Operculum ist außen schwärzlich, am Kern etwas vertieft und am Saum blutrot. Der Innenrand hat einen schwachen Vorsprung. Die Innenseite ist fleischrötlich mit einem breiten grauen Strahl und zum Saum hin hellgelblich. Der Zapfen ist rot, sehr schief und stumpf. Die Rippe ist orangefarben und seitlich stark zusammengedrückt.

## Geographische Verbreitung und Lebensraum
Neritina natalensis ist in Afrika verbreitet: in Somalia, Kenia, Tansania, Mosambik und Südafrika (KwaZulu-Natal und südlich bis Port St. Johns in Ostkap).
Die Schnecken besiedeln Mangrovensümpfe entlang der Küste.

## Lebensweise
Neritina natalensis ist wie alle Kahnschnecken getrenntgeschlechtlich. Das Männchen besitzt für die Übertragung der Spermien einen Penis, die Befruchtung erfolgt im Körper des Weibchens. Dieses befestigt an Steinen und Wurzeln Eikapseln, die jeweils bis zu 100 Eier mit einem Durchmesser von etwa 100 µm enthalten können. Nach der Eiablage schlüpfen aus den abgelegten Eikapseln zunächst freischwimmende Veliger-Larven, die sich im Ozean als Zooplankton von Plankton ernähren. Die Schnecken können sich nicht im Süßwasser vermehren, so sterben im Süßwasseraquarium schlüpfende Larven nach kurzer Zeit. Kurz vor der Metamorphose suchen die Veliger-Larven Brackwasserbereiche auf. Nach der Metamorphose wandern die fertigen Schnecken wieder in Bereiche mit Süßwasser bzw. geringem Salzgehalt hinauf. Die Entwicklung der Schnecke ist somit an den Küstenbereich gebunden.
Die Schnecke ernährt sich vom Algenbewuchs auf Wasserpflanzen und Felsen.

## Verwendung

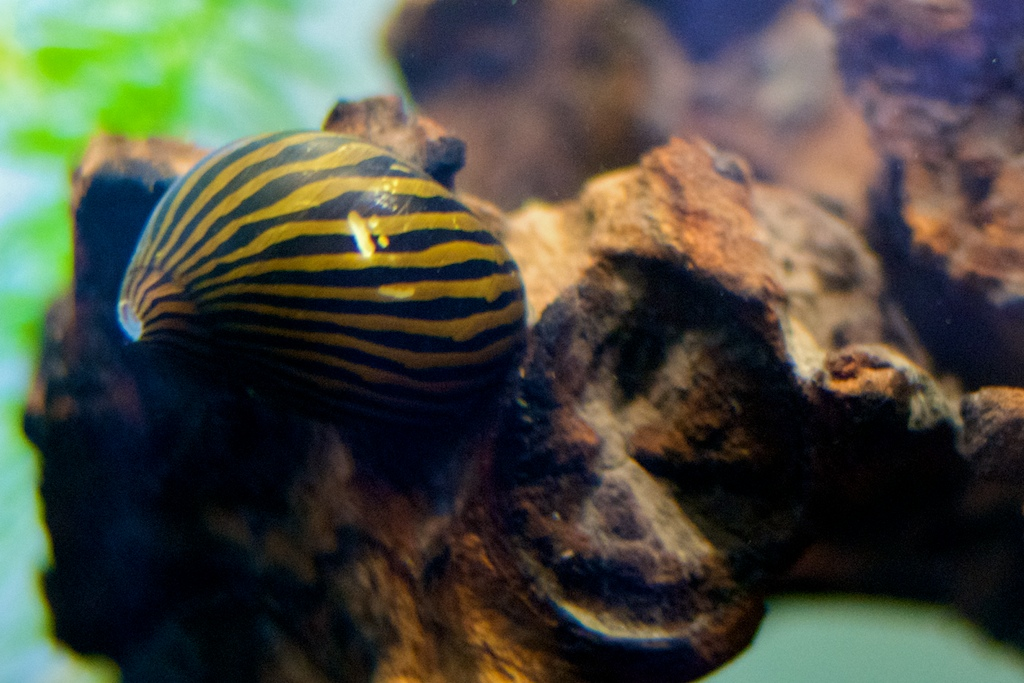
Neritina natalensis im Aquarium

Neritina natalensis ist in der Aquaristik auf Grund ihres farbenfrohen Gehäuses beliebt und wird dazu verwendet, die Aquarien und die Wasserpflanzen von Algenbewuchs freizuhalten. Eine ähnliche Verwendung finden eine Reihe ähnlicher Kahnschnecken, die auf Grund ihrer Gehäusezeichnung ebenfalls Zebrarennschnecken genannt werden. Im Aquarium erreichen die Gehäuse einen Durchmesser von 2,5 cm. Die günstigste Temperatur des Aquariums beträgt 22 bis 26 °C. Die Schnecken haben die Neigung, das Aquarium zu verlassen, denn sie können auch einige Zeit an der Luft überleben. Eine Haltung allein im Süßwasser und nicht im Brackwasser entspricht nicht den natürlichen Lebensbedingungen der Schnecke. Wie bei anderen Kahnschnecken und überhaupt den meisten Schnecken mit freischwimmenden Veliger-Larven ist die Nachzucht bisher nicht gelungen, da die richtige Ernährung der im Salzwasser lebenden Larven scheitert. Sämtliche Zebrarennschnecken in Aquarien sind also Wildfänge.

## Anmerkung
1. ↑  Nicht zu verwechseln mit den ebenfalls Zebrarennschnecke genannten Arten Neritina turrita und Vittina coromandeliana, die beide in Südostasien leben. Daher wird der wissenschaftliche Name bevorzugt.